# Долгопольский, Цодик Львович
Цодик Львович Долгопольский (11 августа 1879, Городок, Витебской губернии — 16 июля 1959, Минск) — еврейский прозаик.

## Биография
Родился в бедной многодетной семье меламеда. С 13 лет работал на щёточной фабрике, рано включился в бундовское движение. В 1909 г. сдал экстерном экзамены на учителя и основал в родном городе еврейскую школу. C 1933 г. работал в Госиздате БССР. В 1937 г. был осужден, отбывал наказание в Казахстане. В 1943 году освобождён. 

## Творчество
Печататься начал в 1914 году. Писал на идише, белорусском и русском языках. Работал в поэтическом жанре, писал фельетоны и пьесы. Автор пьес «Дем зейднс клолес» («Дедушкины проклятия»), «Машинен-герангл» («Сражение машин») и «Биз дем лецтн» («До последнего»).

### Произведения
- «Билдер фун штетл» («Картины из местечка») (1914, Вильно)
- «Дем зейднс клолес» («Дедушкины проклятия», 1919)
- «Ба геэфтне тоерн» («У раскрытых ворот», 1928)
- «На советской земле» (1928)
- «Наоборот» (1929)
- «Аф советишер эрд» («На советской земле», 1931)
- «Мит майн пен ин хант» («С моим пером в руке») (1932)
- «Агитпоезд» (1933)
- «Зайд» («Шелк», 1933)
- «На берегах Силвы» (1955)
- «На рассвете» (1957)
- «Пять лепестков» (1959)